# 소이탄

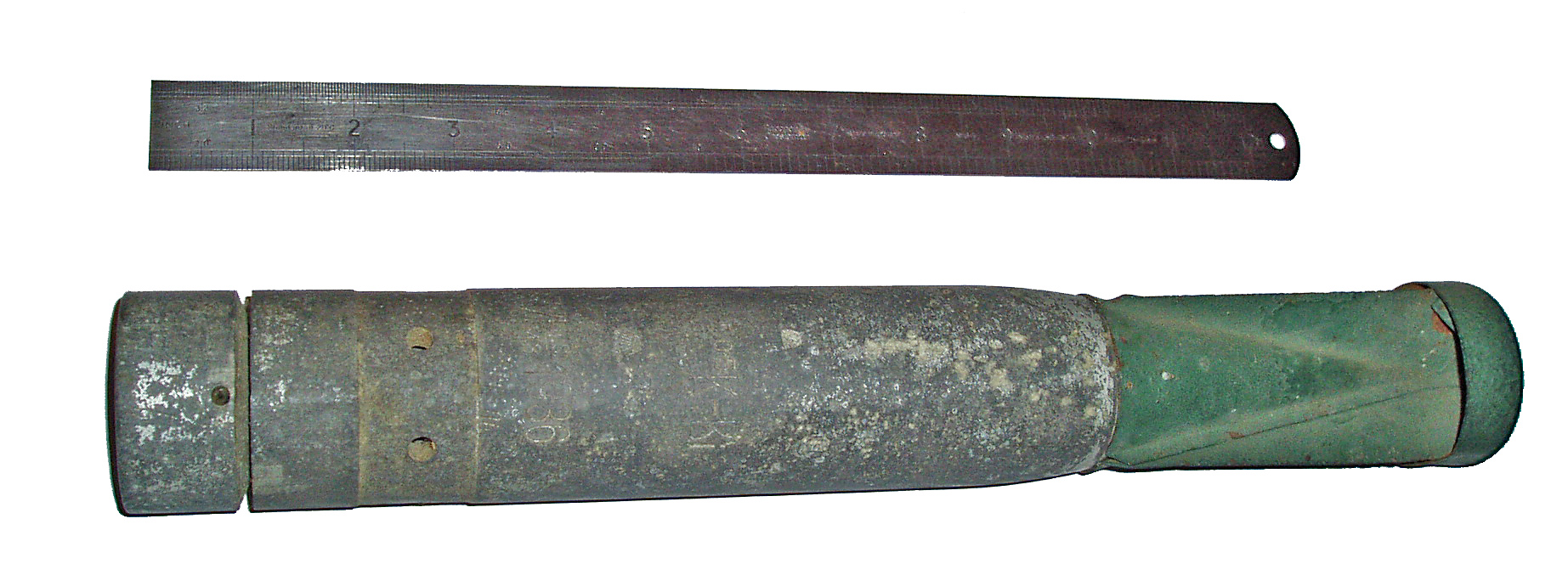
2차대전때 쓰인 독일제 소이탄.

소이탄(燒夷彈, incendiary bomb)이란 폭탄·총포탄·로켓탄·수류탄 등의 탄환류 속에 소이제(燒夷劑)를 넣은 것이다. 사용되는 소이제에 따라 황린(黃燐) 소이탄, 터마이트(thermite) 소이탄, 유지(油脂) 소이탄으로 분류된다.
터마이트는 마그네슘·알루미늄에 산화철(酸化鐵)을 혼합한 것으로 3,000°C의 고열을 낸다. 유지 소이탄의 일종인 네이팜탄은 금속비누와 알킬가솔린(alkylgasoline)의 젤리 모양으로 된 화합물에 등유와 중유물을 섞은 것이며, 발화제로 황린을 사용한 것이다. 소이탄의 크기는 여러 가지 있으나, 보통 쓰이는 150∼400갈론들이의 것을 투하하면 2,000°C의 고열을 내므로, 한 발로 2,500m2를 태울 수 있다.
제2차 세계대전 중 필리핀 작전에 미군이 처음사용했고, 특히 일본 본토의 도쿄대공습으로 유명하며, 6.25전쟁과 베트남전쟁에서 큰 효과를 거두었다.
1980년 UN에서 특정재래식무기협약 혹은 비인도적 재래식무기 엄금협약으로 인해 국제적으로 사용이 금지되었다.

## 같이 보기
- 방화
- 화염방사기
- 그리스의 불
- 맹화유궤
- 화염병
- 네이팜탄